# Kinh tế Hồng Kông
Kinh tế Hồng Kông là một nền kinh tế thị trường tư bản chủ nghĩa phát triển cao, được coi là một trong những nền kinh tế tự do nhất trên thế giới. Nền kinh tế này thường được các nhà kinh tế học như Milton Friedman và Viện Cato xem như là một ví dụ tiêu biểu về lợi ích của chủ nghĩa tư bản tự vận hành. Hồng Kông là 1 trong 4 con Rồng kinh tế của châu Á cùng với Hàn Quốc, Singapore và Đài Loan. Kinh tế Hồng Kông hiện nay theo GDP danh nghĩa ước tính đạt mức 373 tỷ đô la Mỹ, tuy không được xếp hạng chính thức nhưng vẫn là nền kinh tế lớn trong top 30 thế giới, thu nhập bình quân đầu người đạt mức 48,517 USD/người, xếp trong top 20 toàn cầu. Trong khi chính quyền, cả dưới thời Anh quốc và Cộng hòa Nhân dân Trung Hoa đôi khi có can thiệp vào nền kinh tế của Hồng Kông, tuy nhiên, chính sách kinh tế tự do không can thiệp tích cực được cựu bộ trưởng tài chính Anh John James Cowperthwaite soạn thảo và áp dụng vẫn là sức đẩy chủ yếu cho chính sách kinh tế tự do của đặc khu này. Hồng Kông xếp hạng nhất thế giới về chỉ số tự do kinh tế trong 14 năm liên tục, kể từ khi ra đời chỉ số này vào năm 1995. Hồng Kông cũng được xếp hạng nhất trong Bản báo cáo tự do kinh tế thế giới.
Dù Hồng Kông được cho là một ví dụ tiêu biểu về chủ nghĩa tư bản tự vận hành, vẫn có nhiều cách khác nhau mà chính quyền Trung ương có thể tham gia vào nền kinh tế. Chính quyền đã can thiệp bằng cách lập ra những thể chế kinh tế như Sở giao dịch chứng khoán Hồng Kông, tham gia vào các dự án công chính và chi tiêu cho phúc lợi xã hội. Tất cả đất đai ở Hồng Kông đều thuộc sở hữu của chính phủ đặc khu và cho tư nhân thuê lại. Bằng cách hạn chế này, chính phủ Hồng Kông giữ giá đất mà nhiều người cho là quá cao, mặc dù vậy, nguồn thu từ bất động sản đã tạo thêm nhiều hơn nữa các nguồn lực tài chính và điều kiện để cho phép chính quyền đặc khu hỗ trợ chi tiêu cho công cộng dân cư có thu nhập thấp với một mức thuế ưu đãi.